# Nicolau Sevcenko
Nicolau Sevcenko (en ucraniano: Микола Шевченко; São Vicente, 1952 - São Paulo, 13 de agosto de 2014) fue un historiador, profesor universitario, columnista, escritor y traductor brasileño de origen ucraniano.
Sevcenko se especializó en la historia de la cultura brasileña y el desarrollo social de las ciudades de São Paulo y Río de Janeiro. Se graduó en la Universidad de São Paulo (USP), donde también se desempeñó como profesor de historia cultural. También fue miembro del Centro de Estudios Culturales Latinoamericanos del King's College de la Universidad de Londres. También se desempeñó como profesor visitante en la Universidad de Georgetown, la Universidad de Illinois en Urbana-Champaign y la Universidad de Harvard.
Durante muchos años publicó una columna en Folha de S. Paulo.

## Biografía
Sevcenko nació en 1952 en São Vicente en una familia ucraniana que huyó de la guerra civil rusa. Creció en la ciudad de São Paulo, en el barrio obrero de Vila Prudente, que tenía una concentración de eslavos.
Se graduó en la carrera de Historia de la Universidad de São Paulo (USP) en 1975. Se doctoró en Historia Social en 1981, también por la USP, con una tesis titulada: Literatura como Missão: tensões sociais e criação cultural na Primeira República (La literatura como misión: tensiones sociales y creación cultural en la Primera República). En 1990 realizó un trabajo postdoctoral en la Universidad de Londres.
Fue profesor en la Pontificia Universidad Católica de São Paulo (PUC-SP) y en la Universidad Estatal de Campinas (Unicamp).
Se convirtió en profesor de la USP en 1985, donde trabajó hasta su jubilación en 2012. Desde 2010, fue profesor de lenguas y literaturas románicas en la Universidad de Harvard.
Murió de un infarto en su casa el 13 de agosto de 2014.

## Obras
- Ana Maria Pacheco: gravuras, esculturas. Fundação Memorial da América Latina, 1995.[15]
- A Corrida Para o Século XXI - No loop da montanha-russa. Companhia das Letras, 2001.[16]
- Pindorama Revisitada - Cultura e Sociedade em Tempos de Virada. Fundação Peirópolis, 2000.
- História da Vida Privada no Brasil, vol. 3 - República: da Belle Époque à Era do Rádio (organizador) . Companhia das Letras, 1998.[17]
- Literatura como missão: tensões sociais e criação cultural na I República. São Paulo, Brasiliense, 4ª ed., 1995. Companhia das Letras, 2003.
- O Renascimento. São Paulo/Campinas, Atual/ Editora da Unicamp, 21ª ed., 1995.[18]
- Arte Moderna: os desencontros de dois continentes. São Paulo, Fundação Memorial da América Latina, Coleção Memo, Secretaria de Estado da Cultura, 1995.[15]
- Orfeu Extático na Metrópole - São Paulo nos Frementes Anos 20. Companhia das Letras, 1992.[19]
- Lewis Carroll - Alice no país das maravilhas (tradução). São Paulo, Scipione, 1986.[20]
- A Revolta da Vacina, mentes insanas em corpos rebeldes. São Paulo, Brasiliense, 1984; Scipione, 1993; Editora UNESP, 2018.[21][22]
- Robert Mandrou - Magistrados e feiticeiros na França do século XVII (tradução). São Paulo, Perspectiva, 1979.[23]

## Premios y legado
En 1999, ganó el Premio Jabuti en la categoría de ciencias humanas por su libro La Historia de la vida privada en Brasil (tomos 3 y 4), publicado por la Companhia das Letras.